# 北見氏
北見氏（きたみし）は、現東京都、埼玉県広域、神奈川県北部である武蔵国多摩郡木田見村が起源である、
桓武天皇の子孫で平姓を賜った家系である。平氏（桓武平氏）畠山氏流。

## 概要
松前藩の士族に見える。「北」は方角を表す。
先祖は村岡五郎、平良文。